# Julie Fowlis

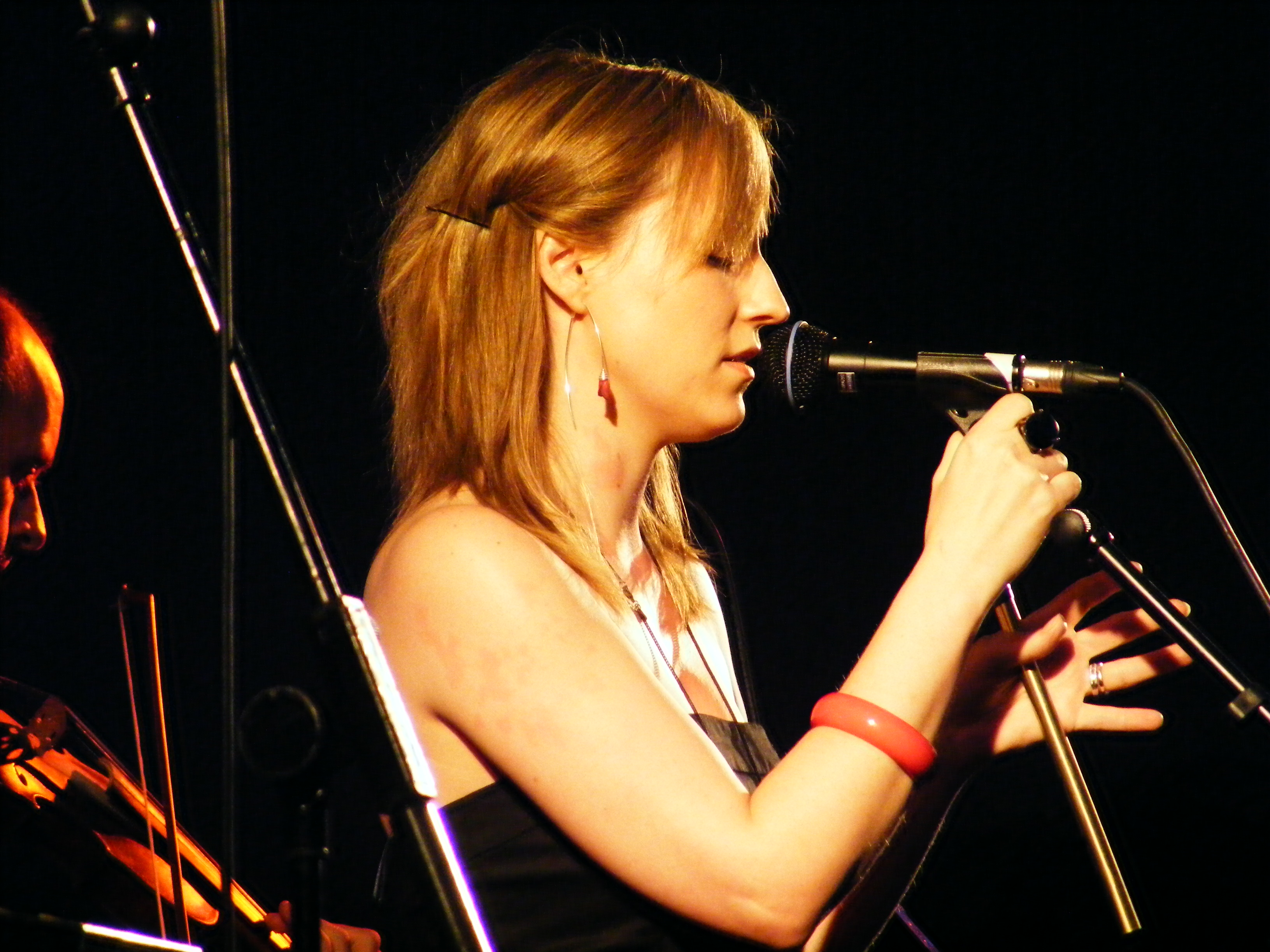
Julie Fowlis (2008)

Julie Fowlis (* 20. Juni 1979 auf North Uist in Schottland) ist eine schottische Folksängerin und Multiinstrumentalistin, die vornehmlich in Schottisch-gälisch und auch in Irisch singt.

## Leben
Julie Fowlis wuchs in North Uist auf, einer Insel der Äußeren Hebriden, die zu Schottland gehören. Mütterlicherseits stammt sie von ansässigen Fischern und Kleinbauern ab. Der Vater entstammt dem schottischen Festland. Die Familie führte einen Hotelbetrieb auf der Insel, auf der vornehmlich gälisch gesprochen wird. Mit 15 Jahren zog sie bedingt durch einen Jobwechsel des Vaters auf das Festland nach Strathpeffer.
Nach Abschluss ihrer Schullaufbahn studierte Julie Fowlis Oboe und English Horn an der Universität von Strathclyde in Glasgow und erwarb einen Bachelor of Arts in angewandter Musik. Anschließend vertiefte sie die Kenntnis ihrer Muttersprache und gälischen Folklore durch den Besuch des Sabhal Mòr Ostaig - Kollegs auf der Insel Skye. In den frühen 2000er-Jahren arbeitete sie als Music development officer für die Organisation Fèis Rois in Dingwall.
Erste Aufmerksamkeit als professionelle Musikerin gewann sie als Sängerin der Dòchas, eines vorwiegend weiblich besetzten schottischen Sextetts. 2004 wurde sie bei den Scots Trad Music Awards als beste gälische Sängerin ausgezeichnet. Mit dem von Iain MacDonald produzierten Album Mar a tha mo chridhe (Wie mein Herz ist) debütierte sie 2005 als Solokünstlerin.
Fowlis' Repertoire besteht typischerweise aus ansonsten nur mündlich über die Jahrhunderte auf ihrer Heimatinsel überlieferten Songs, wo sie Teil der traditionellen Alltagskultur sind. Als Multiinstrumentalistin spielt Fowlis unter anderem genretypische Blasinstrumente wie Flöte, Tin Whistle und Dudelsack (Great Highland Bagpipe und Scottish smallpipes), aber auch Akkordeon und Melodeon. In ihrer Neuinterpretation der gälischen Folklore legt sie besonderen Wert auf eine Authentizität jenseits von striktem Purismus und Kommerzialisierung:
Ich versuche immer, so traditionsgetreu wie möglich zu sein, aber ich weiß, dass man schon durch Hinzufügen von traditionellen Instrumenten die Tradition verändert. Die meisten dieser Lieder wurden ohne Begleitung gesungen, so dass auch bei dem, was wir machen, wir keine vollkommenen Puristen sind. Das ist etwas, das mir sehr bewusst ist, und ich versuche immer den ursprünglichen Song zu bewahren, während er mit einer Art kongenialen und, hoffentlich, passenden Musik präsentiert wird.
Für den Soundtrack von Merida – Legende der Highlands (2012) lieh sie ihre Stimme Alex Mandels Originalkompositionen Touch the Sky und Into the Open Air. Ihre Version wurde 2022 in den USA mit einer Goldenen Schallplatte ausgezeichnet. 2023 folgte die Silberne Schallplatte in Großbritannien.
Julie Fowlis wurde 2021 in die Royal Society of Edinburgh gewählt.
Fowlis ist mit dem Musiker Éamon Doorley, einem Mitglied der irischen Band Danú, verheiratet. Das Paar hat zwei gemeinsame Töchter.

## Diskografie (Auswahl)

### Alben
mit Dòchas
- Dòchas (2002)
- An Darna Umhail (2005)
- TBC (2009)

Solo
- Mar a tha mo chridhe (2005)
- Cuilidh (2007)
- Uam (2009)
- Live at Perthshire Amber (2011)
- Gach Sgeul / Every Story (2014)
- alterum (2017)
- Allt (2018)
- Looking for the Thread (2025; mit Mary Chapin Carpenter & Karine Polwart)

### Singles
- Turas san Lochmor (2007)
- Hùg Air A' Bhonaid Mhòir (2008)
- Lon Dubh / Blackbird* (2008; *Beatles-Cover)